# Matilde de Braose
Matilde de Braose, signora di Bramber (1155 circa – Corfe Castle, 1210), è stata una nobile britannica che sposò Guglielmo de Braose, IV signore di Bramber.

## Biografia

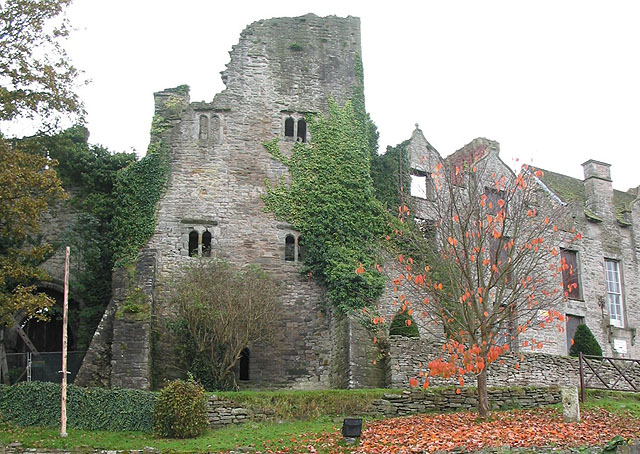
Castello di Hay

Matilde de Braose nacque attorno al 1155 da Bernard St. Valéry; la giovane aveva molti fratelli e fratellastri. Tra di essi, Tommaso de St. Valéry combatté dalla parte dei francesi durante la battaglia di Bouvines: in quell'occasione, il 27 luglio 1214, Giovanni d'Inghilterra perse molti dei suoi domini francesi e quando tornò in patria trovò i baroni talmente infuriati, che dovette concedere la Magna Carta.

### Matrimonio e attività militaresca
Attorno al 1166, quindi poco più che decenne, sposò Guglielmo de Braose, IV signore di Bramber di dieci anni più vecchio di lei. L'uomo che le era stato scelto come marito era il figlio di due esponenti della buona nobiltà inglese, Guglielmo de Braose, III signore di Bramber e di Berta di Hereford; le ricchezze di Guglielmo erano grandi e comprendevano la Signoria di terre sparse fra Inghilterra, Galles e Normandia e quando, nel 1199, Giovanni d'Inghilterra salì al trono si aggiunse anche la signoria di Limerick, in Irlanda.
Matilde aveva sposato un uomo ambizioso ed ella stessa non fu da meno: fece costruire il castello di Hay-on-Wye e le leggende locali raccontano che l'abbia costruito da sola in una notte. Una volta che il maniero fu finito, Matilde ne venne messa a capo per difendere il territorio circostante. Nel 1198 un castello lì vicino venne attaccato da Gwenwynwyn ab Owain, principe del Powys: in quella circostanza Matilde tenne lontani gli invasori dal castello per tre settimane resistendo fino all'arrivo delle forze inglesi.

### L'offesa a Giovanni e la morte

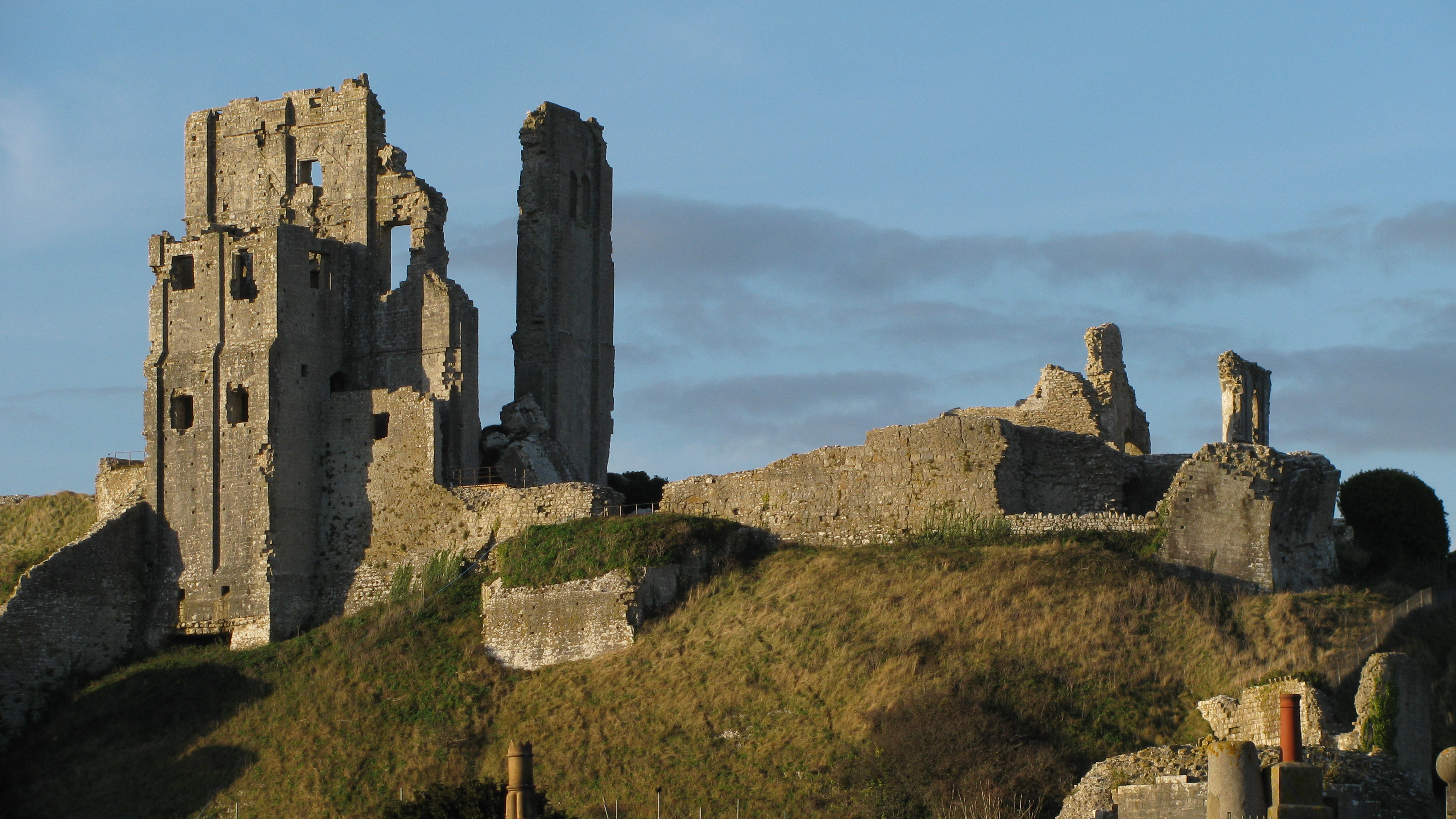
Corfe Castle

Nel 1208 vi fu un grave dissidio fra Guglielmo, Matilde e il re Giovanni d'Inghilterra. Non si sa con esattezza quale fosse il vero motivo del disaccordo, forse una forte somma di denaro che Guglielmo doveva al re, o forse un incauto commento di Matilde circa la partecipazione del sovrano alla morte del nipote Arturo I di Bretagna. Quale che sia la ragione il re chiese che il loro figlio maggiore, Guglielmo, venisse mandato a corte come ostaggio. Matilde rifiutò seccamente asserendo che non avrebbe mandato il figlio da un uomo che aveva ucciso il nipote. 
Matilde comprese presto l'errore fatto: tentò di riconquistare il favore reale mandando alla regina 400 capi di bestiame vantandone le ottime qualità, ma non fu sufficiente. Il re mandò delle truppe al confine con il Galles che cinsero d'assedio i castelli di famiglia. Matilde fu costretta a fuggire con il figlio e trovò rifugio presso la famiglia de Lacy (una delle sue figlie aveva sposato uno di loro), in Irlanda, e lì vennero catturati nel 1210 mentre tentavano di raggiungere la Scozia.
Matilde e il figlio vennero portati a Corfe Castle, murati vivi nei sotterranei e lasciati morire di fame. Suo marito Guglielmo dovette fuggire in Francia e lì morì l'anno seguente. Sua figlia Margaret fondò l'Ospedale St. John nell'Herefordshire in memoria della madre e del fratello.

### Eredità
La figura di Matilde colpì molto l'immaginario popolare: oltre alla leggenda secondo cui avrebbe costruito il castello di Hay in una notte, viene spesso ricordata a capo delle truppe durante la difesa delle sue proprietà e come una donna dal carattere saggio e forte.
Il modo in cui Matilde e Guglielmo vennero uccisi colpì molto i baroni, che misero nella Magna Carta una clausola che voleva che nessun uomo venisse ucciso, bandito, o arrestato senza che fosse sottoposto al giudizio dei suoi pari o giudicato secondo la legge della sua terra.

## Discendenza
Matilde e Guglielmo insieme ebbero numerosi figli, questi sono quelli di cui si ha notizia certa:
- William de Braose (1175 - 1210), sposò Matilde de Clare, figlia di Riccardo de Clare, IV conte di Hertford, fra i suoi figli si ricorda Giovanni de Braose
- Giles de Braose (1180 - 11 novembre 1215), fu vescovo di Hereford
- Reginald de Braose (1178 - 9 giugno 1228), un suo figlio sposò Eva Marshal, figlia di Guglielmo il Maresciallo
- Matilde de Braose (1172 - 29 dicembre 1210), andò sposa a un principe gallese
- Margaret de Braose (1177 - dopo il 1255), sposò Walter de Lacy e una delle sue figlie fu Egidia de Lacy
- Annora de Braose (1190 - 1241)
- Loretta de Braose (1185 circa - 1266 circa)
- Giovanni de Braose (1180 - 1205)
- Flandrina de Braose, fu badessa a Godstow